# Agyneta ramosa
Agyneta ramosa là một loài nhện trong họ Linyphiidae. Chúng được miêu tả năm 1912 bởi Jackson.